# Staffan Astner

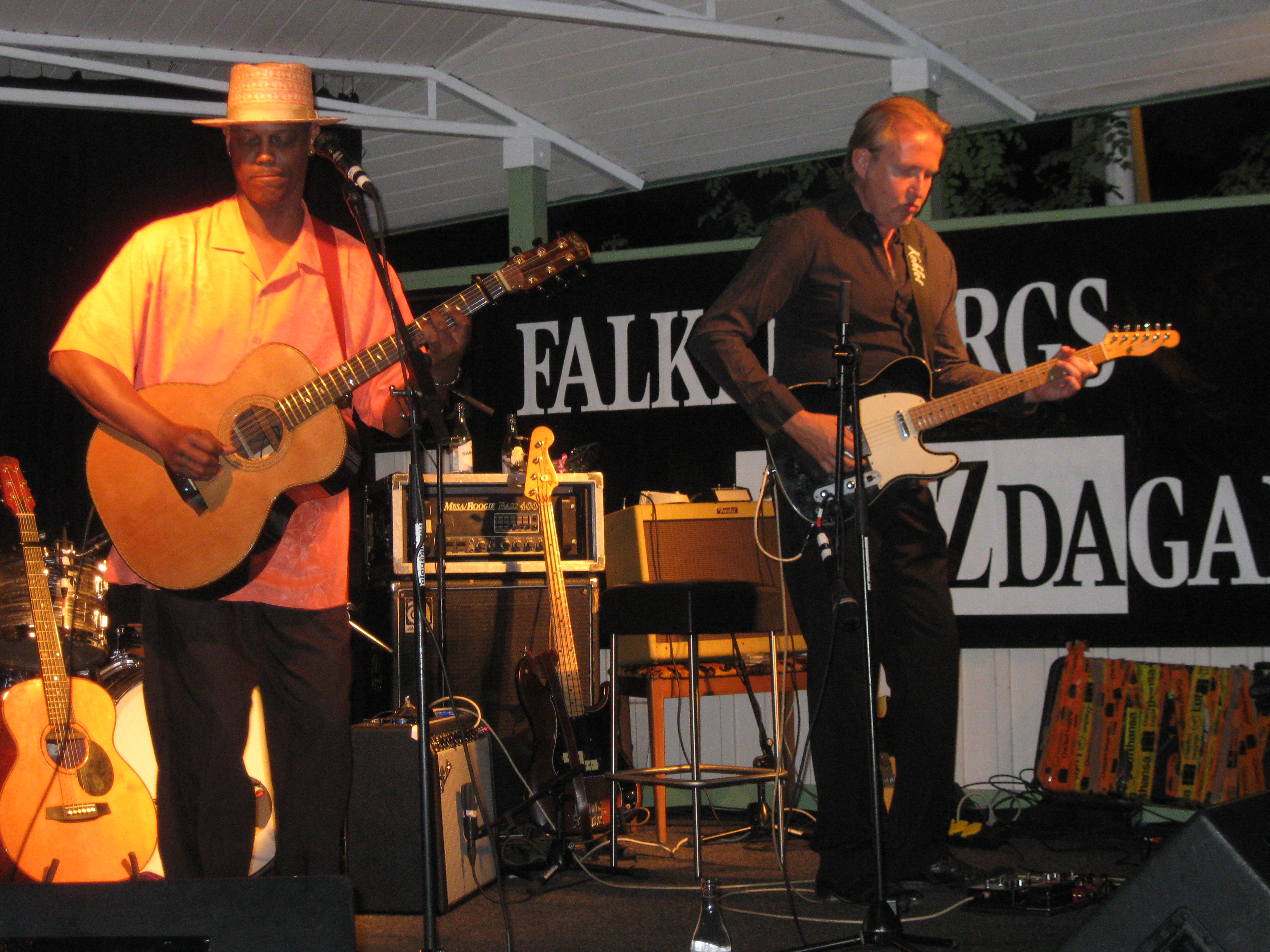
Staffan Astner (höger) med Eric Bibb, 2010.

Staffan Olof Astner, född 29 november 1961 i Stockholm, är en svensk gitarrist.
Astner som spelat gitarr sedan nio års ålder har under sin karriär medverkat på flera hundra skivor och turnerat runtom i världen. Några av de artister och band som Astner har spelat med på skiva eller live är Eric Bibb, Rebekka Bakken, Ray Charles, Celine Dion, Ruthie Foster, Richard Page, Marie Fredriksson, Anni-Frid Lyngstad, Martha and the Vandellas, Barbara Hendricks, Louise Hoffsten, Ian Hunter, James Ingram, Tommy Körberg, Ulf Lundell, Eddie Meduza, Roxette, Sanne Salomonsen och Westlife.
Han utgör tillsammans med Per Lindvall (trummor) och Sven Lindvall (bas) gruppen Bronk.